# Fort XVI Twierdzy Modlin

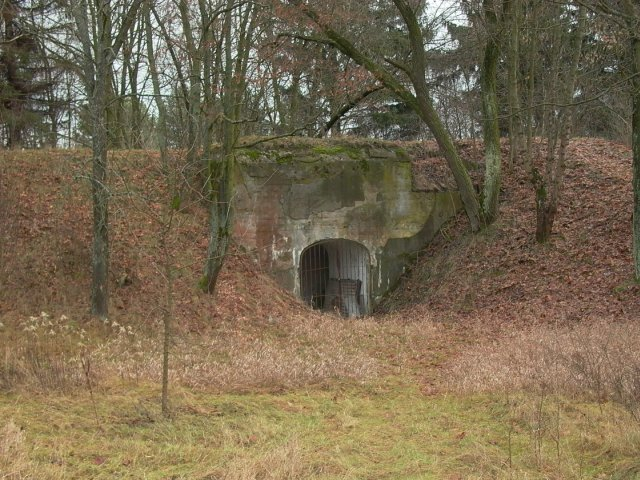
Fort XVI: jedno z wejść do podwalni

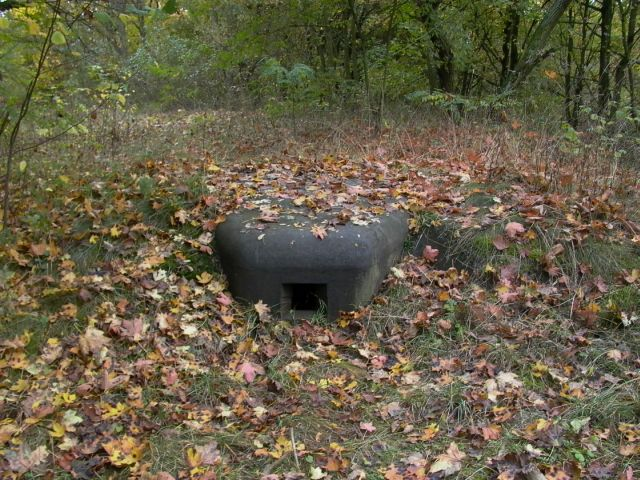
Fort XVI: polska eksperymentalna kopuła pancerna dla ckm

Fort XVI – jeden z fortów Twierdzy Modlin, wzniesiony w ramach budowy drugiego, zewnętrznego pierścienia fortów w latach 1912–1915.
Fort znajduje się we wsi Czarnowo. Podstawę do jego budowy stanowił wzorcowy fort „F1909” autorstwa generała Konstantego Wieliczki. 
Fort nie został do wybuchu I wojny światowej ukończony, jednak wzniesiono większość jego budowli i przygotowano układ ziemny (wały, rowy, esplanadę). Fort posiadał narys trapezu. Głównym obiektem był schron – podwalnia, która ciągnęła się pod głównym wałem. Na wale znajdowały się stanowiska bojowe dla piechoty i betonowe schrony. Nie zamontowano jednak kopuł pancernych, planowano prawdopodobnie również montaż wieży pancernej (na lewym barku). Z podwalni wyprowadzono dwie poterny. Jedna prowadziła do dużej kaponiery przeciwskarpowej u styku czoła i lewego barku. Drugi obiekt w fosie, półkaponiera, nie został połączony z resztą obiektów, a z powodu pospiesznego doprowadzania go do gotowości bojowej jest jedną z najciekawszych tego typu konstrukcji w twierdzy. Druga biegła w kierunku szyi, gdzie miano zbudować kaponierę szyjową. Pomiędzy podwalnią a planowaną kaponierą przygotowano dodatkowe pomieszczenia schronowe.
W czasie walk w 1915 roku fort był bombardowany, po czym na rozkaz komendanta twierdzy, generała Bobyra, opuszczony. W okresie międzywojennym fort był bardzo intensywnie użytkowany na potrzeby polskich prac fortyfikacyjnych. Na jego wale zamontowano doświadczalnie dwie kopuły: bojową ckm i obserwacyjną, zaś w rowie fortecznym prowadzono badania broni i pancerzy fortecznych, prowadząc próbne strzelania.
Obecnie fort otaczają ogródki działkowe.